# Lübecker Senat 1919 bis 1921

Flagge Lübecks 1890–1935

Der Senat der Freien und Hansestadt Lübeck als Kabinett in den Jahren 1919 bis 1921. Lübeck war die erste deutsche Großstadt, auf die der Kieler Matrosenaufstand 1918 übergriff. Es ist dennoch das einzige Land des Deutschen Reichs, in dem die Regierung, hier also der Senat und mit ihm der Lübecker Bürgermeister im Amt blieb, die Novemberrevolution also nicht zu einem Sturz der Regierung führte. Es kam in der Folge jedoch 1919 zu einem für Lübecker Verhältnisse deutlichen personellen Wechsel zugunsten der SPD und 1920 zu den gewünschten Verfassungsreformen. Die Liste umfasst den Zeitraum der ersten Legislaturperiode der Lübecker Bürgerschaft als Landesparlament nach dem Ersten Weltkrieg bis zur Bürgerschaftswahl im November 1921.

## Bürgermeister
- Emil Ferdinand Fehling, seit 1917, Senator seit 1896. Ruhestand am 31. Dezember 1920.
- Johann Martin Andreas Neumann, seit 1. Januar 1921, Senator seit 1904

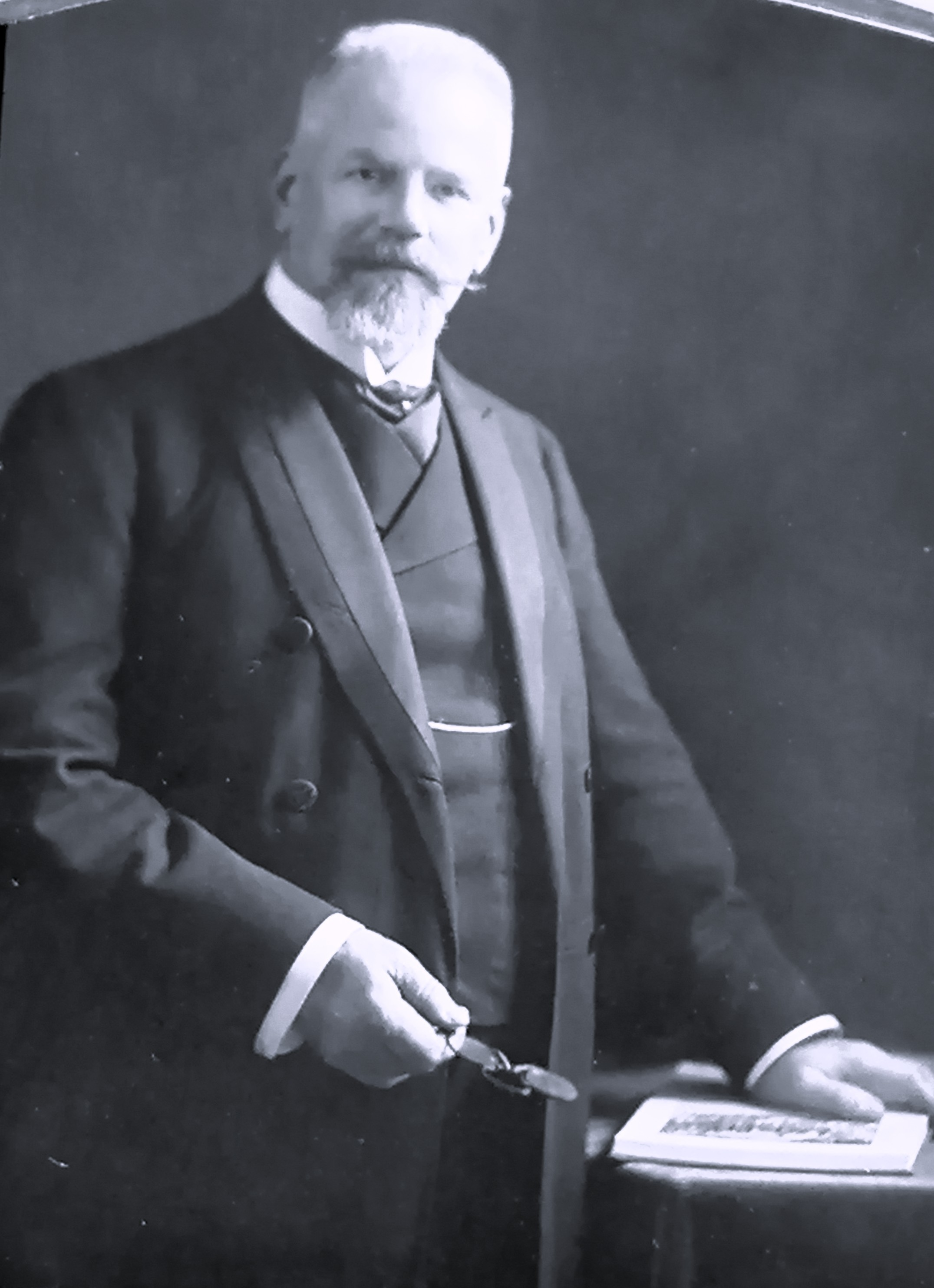
Emil Ferdinand Fehling
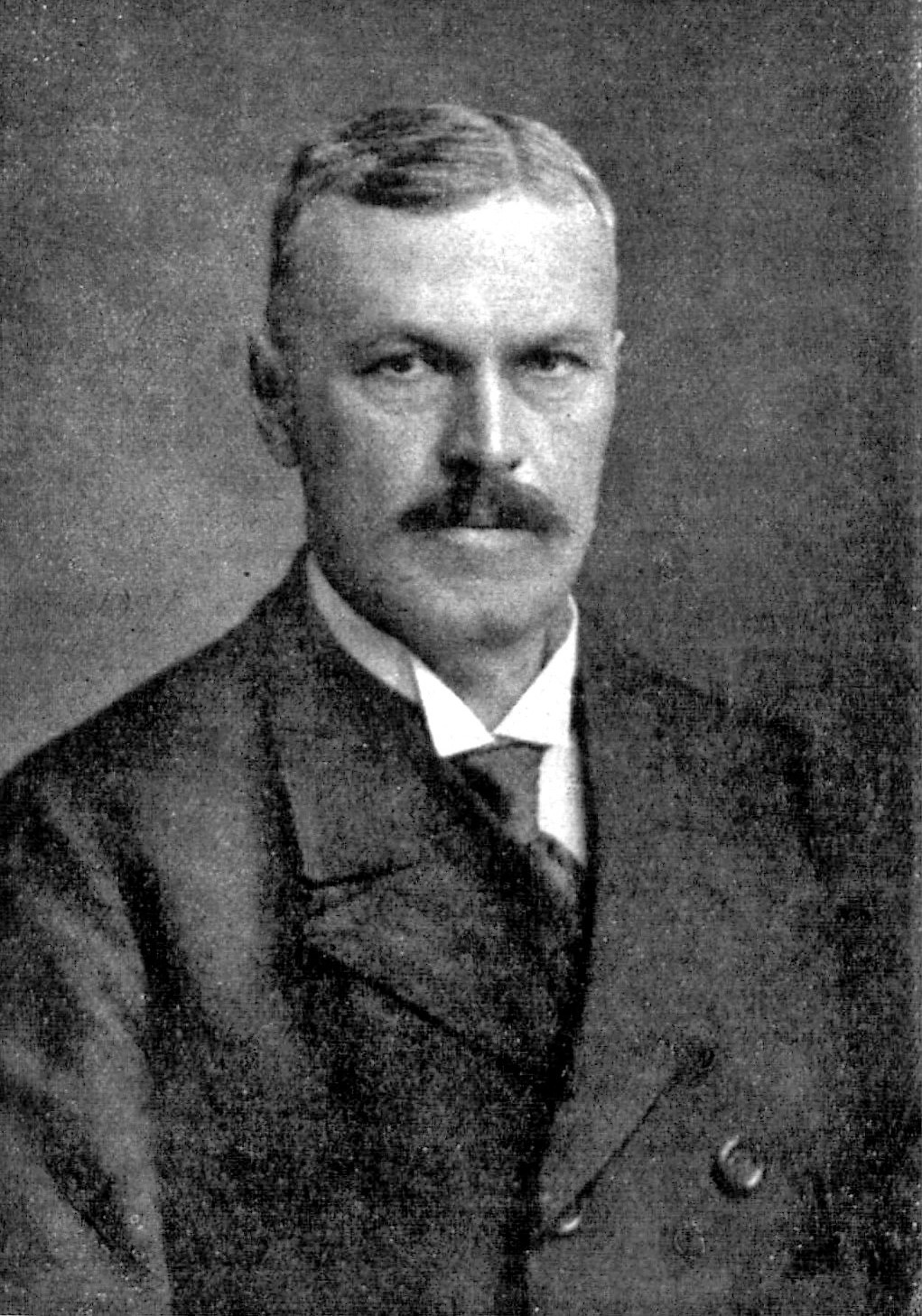
Johann Martin Andreas Neumann

## Senatoren
- Alfred Stooß, seit 1897
- Eduard Friedrich Ewers, seit 1899. Ruhestand am 18. März 1919.
- Emil Possehl, seit 1901. Gestorben 4. Februar 1919.
- Eugen Emil Arthur Kulenkamp, seit 1902
- Johann Heinrich Evers, seit 1903
- Julius Vermehren, seit 1904
- Johann Paul Leberecht Strack, seit 1906
- Georg Kalkbrenner, seit 1907
- Cay Diedrich Lienau, seit 1908. Austritt am 3. September 1919.
- Paul Hoff (SPD), seit März 1919
- Albert Henze (SPD), seit März 1919
- Carl Dimpker, seit März 1919
- Paul Löwigt (SPD), seit März 1919
- Fritz Mehrlein (SPD), seit März 1919
- William Bromme (SPD), seit September 1919
- Otto Friedrich (SPD), seit 1921